# Accès des tiers au réseau
L'accès des tiers au réseau est un principe de régulation des réseaux (électriques, téléphoniques..). Il consiste à garantir aux entreprises un accès équitable et transparent au réseau sans qu'elles ne le possèdent pour autant.

## Concept
Un tarif d'accès des tiers au réseau est défini, mais doit être accompagné d'une régulation attentive pour éviter d'autres types de discriminations (techniques, organisationnelles..).
La logique de l'accès des tiers au réseau est la suivante : les réseaux constituent généralement une infrastructure lourde, nécessitant souvent des investissements publics à l'origine. Créer un réseau est rarement rentable, aussi les réseaux n'ont-ils pas pour vocation d'être dupliqués. Mais pour permettre le jeu effectif de la concurrence entre les entreprises susceptibles d'utiliser le réseau, celui-ci est considéré comme une facilité essentielle qui doit être mise à la disposition de l'ensemble des utilisateurs potentiels.

## Histoire
Le concept existe dans le secteur des télécommunications depuis les années 1900. 
L'accès des tiers au réseau est un élément important du droit de la concurrence des pays développés à la suite des vagues de privatisations des années 1980 et suivantes.
L'accès des tiers au réseau est le plus développé au Royaume-Uni. La loi sur la concurrence de 1998 impose aux compagnies en place d'élaborer un code décrivant les conditions dans lesquelles elles acceptent de donner accès à leurs infrastructures à d'autres entreprises, dont à leur concurrentes. Si l'entreprise n'apporte pas de justification satisfaisante à un refus d'ouverture de son réseau, elle peut faire l'objet d'une enquête par la justice, et être condamnée au versement d'une indemnité.